# بتی باکلی
بتی باکلی (انگلیسی: Betty Buckley؛ زادهٔ ۳ ژوئیهٔ ۱۹۴۷) یک هنرپیشه، نوازنده و خواننده اهل ایالات متحده آمریکا است. وی از سال ۱۹۶۹ میلادی تاکنون مشغول فعالیت بوده‌است.

## بخشی از فیلمشناسی
از فیلم‌ها یا برنامه‌های تلویزیونی که وی در آن نقش داشته‌است می‌توان به آثار زیر اشاره کرد.
- کری (۱۹۷۶)
- بخشش‌های محبت‌آمیز (۱۹۸۳)
- دیوانه‌وار (۱۹۸۸)
- زنی دیگر  (۱۹۸۸)
- وایات ارپ (۱۹۹۴)
- به سادگی غیرقابل مقاومت (۱۹۹۹)
- اتفاق (۲۰۰۸)
- شکافته (۲۰۱۶)
- امید رایان (۱۹۷۷)
- مانک (۲۰۰۳)
- اقیانوس آرام (مینی‌سریال) (۲۰۱۰)
- دروغ‌گوهای کوچک زیبا (۲۰۱۳)
- بازماندگان (مجموعه تلویزیونی) (۲۰۱۵)
- سوپرگرل (مجموعه تلویزیونی ۲۰۱۵) (۲۰۱۷–۲۰۲۰)
- واعظ (مجموعه تلویزیونی) (۲۰۱۸)
- سوپرگرل (۲۰۲۱)